# Studentkåren vid Musikhögskolan i Göteborg
Studentkåren vid Musikhögskolan i Göteborg, StuMuG, före detta studentkår vid Göteborgs universitet. Medlemmarna utgjordes av studenter vid Musikhögskolan vid Göteborgs universitet. 
StuMuG var medlem i Sveriges Förenade Studentkårer (SFS), Göteborgs universitets studentkårer (GUS) samt Göteborgs Förenade Studentkårer (GFS). Studentkåren samverkade också med studentkårerna vid de övriga musikhögskolorna inom nätverket Sveriges Musikhögskolors Förenade Studentkårer (SMuFS)
StuMuG hade sitt ursprung i Musikhögskolans i Göteborg elevkår. Eleverna vid landets samtliga musikhögskolor omfattades från och med 1971 av ett kårobligatorium. Vid musikhögskolans införlivande i Göteborgs universitet 1977, kvarstod, genom övergångsregler[källa behövs], studentkåren som obligatorisk sammanslutning för studenterna vid musikhögskolan. 2006 bildade StuMuG tillsammans med Elevkåren för Teater, Opera och Musikal en ny studentkår med namnet Studentkåren vid Artisten, StuArt.